# أيدان هيني
أيدان هيني (بالإنجليزية: Aidan Heaney)‏ هو لاعب كرة قدم ومدرب كرة قدم بريطاني، ولد في 9 أغسطس 1969 في نيوكاسل أبون تاين في المملكة المتحدة. لعب مع نيو إنجلاند ريفولوشن.

## وصلات خارجية
- أيدان هيني على موقع الدوري الأمريكي (الإنجليزية)
- أيدان هيني على موقع قاعدة بيانات كرة القدم.إي يو (الإنجليزية)